# پیز ویزان
پیز ویزان (به لاتین: Piz Vizan) یک کوه در سوئیس است که در کانتون گراوبوندن واقع شده‌است. پیز ویزان ۲٬۴۷۱ متر بالاتر از سطح دریا واقع شده‌است.